# 桧原峠
桧原峠（ひばらとうげ）は、山形県米沢市と福島県耶麻郡北塩原村の境界にある峠。標高は1,094メートル。

## 概要
江戸時代、陸奥国会津若松と米沢を結ぶ米沢街道（米沢方面からは"会津街道"と呼ばれた）が経由していた。しかし、後身の明治時代に三島通庸によって改修された会津三方道路は当峠を経由せず、西の大峠を経由している。このため現在、山形県置賜地方と福島県会津地方を結ぶ国道121号も当峠付近を経由していない。ただし、かつて西吾妻スカイバレーという有料道路だった山形県道・福島県道2号米沢猪苗代線が当峠の近くを経由している。

### 現在の桧原峠周辺
前述の山形県道・福島県道2号米沢猪苗代線が周辺地域を経由するほか、鷹の巣山林道も近くを通る。県道が経由する峠は白布峠（北緯37度45分1秒 東経140度5分32秒 / 北緯37.75028度 東経140.09222度）と呼ばれるほか、鷹の巣山林道が経由する新しい峠は新桧原峠（金山峠、北緯37度45分46秒 東経140度4分1秒 / 北緯37.76278度 東経140.06694度）とも呼ばれている。